# Забрђе (Стон)
Забрђе је насељено место у саставу општине Стон, Дубровачко-неретванска жупанија, Република Хрватска.

## Географски положај
Забрђе се налази на континенталном делу полуострва Пељешца, ван главног пута који повезује места на Пељешцу од Стона до Ловишта.
Становници се баве пољопривредом.

## Историја
До територијалне реорганизације у Хрватској налазило се у саставу старе општине Дубровник.

## Становништво
На попису становништва 2011. године, Забрђе је имало 61 становника.
| Број становника по пописима | Број становника по пописима | Број становника по пописима | Број становника по пописима | Број становника по пописима | Број становника по пописима | Број становника по пописима | Број становника по пописима | Број становника по пописима | Број становника по пописима | Број становника по пописима | Број становника по пописима | Број становника по пописима | Број становника по пописима | Број становника по пописима | Број становника по пописима |
| --------------------------- | --------------------------- | --------------------------- | --------------------------- | --------------------------- | --------------------------- | --------------------------- | --------------------------- | --------------------------- | --------------------------- | --------------------------- | --------------------------- | --------------------------- | --------------------------- | --------------------------- | --------------------------- |
| 1857                        | 1869                        | 1880                        | 1890                        | 1900                        | 1910                        | 1921                        | 1931                        | 1948                        | 1953                        | 1961                        | 1971                        | 1981                        | 1991                        | 2001                        | 2011                        |
| 94                          | 79                          | 97                          | 101                         | 105                         | 121                         | 109                         | 99                          | 115                         | 123                         | 115                         | 90                          | 76                          | 90                          | 67                          | 61                          |

### Попис1991.
На попису становништва 1991. године, насељено место Забрђе је имало 90 становника, следећег националног састава:
| Попис 1991.‍ | Попис 1991.‍ | Попис 1991.‍ | Попис 1991.‍ | Попис 1991.‍ |
| ----------- | ----------- | ----------- | ----------- | ----------- |
|             |             |             |             |             |
| Хрвати      | Хрвати      |             | 89          | 98,88%      |
| непознато   | непознато   |             | 1           | 1,11%       |
| укупно: 90  |             |             |             |             |